# Capsela
Pour l’article ayant un titre homophone, voir Capsella.

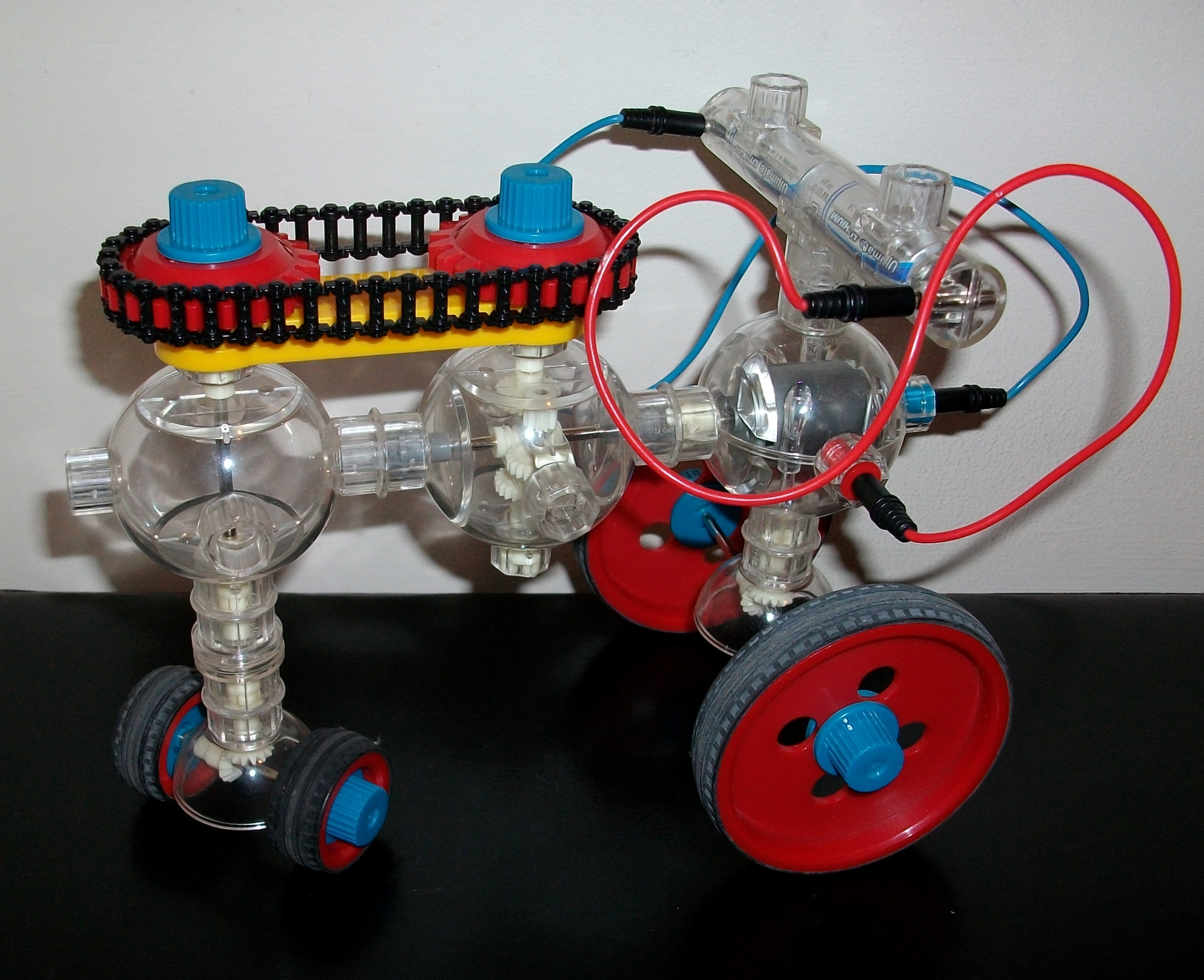
Un engin Capsela

Capsela est une gamme de jeux de construction qui n'est plus produite aujourd'hui. Les jeux se composent notamment de capsules de plastique sphériques contenant des engrenages et des moteurs, que l'on peut assembler les unes aux autres pour former des engins fonctionnant sur le sol ou sur l'eau. Les capsules ont généralement 6 connecteurs octogonaux creux, que des manchons symétriques servent à attacher les uns aux autres. Ces connecteurs creux peuvent laisser le passage à une transmission mécanique ou électrique d'une capsule à l'autre.
IQ Key est une gamme dérivée de Capsela qui en reprend la plupart des éléments sous une forme légèrement différente. Les connecteurs manchons des deux gammes ne sont pas compatibles, mais quelques éléments (les barres) permettent d'assembler des pièces Capsela et IQ Key.